# Thoiry (Yvelines)
Thoiry – miejscowość i gmina we Francji, w regionie Île-de-France, w departamencie Yvelines.
Według danych na rok 1990 gminę zamieszkiwało 835 osób, a gęstość zaludnienia wynosiła 118 osób/km² (wśród 1287 gmin regionu Île-de-France Thoiry plasuje się na 669. miejscu pod względem liczby ludności, natomiast pod względem powierzchni na miejscu 547.).